# 鍾人鏡
鍾人鏡（？—？），湖广人，清朝政治人物。贡生出身。
顺治七年（1650），擔任清朝廣州府南海縣知縣。后由陸舜臣接任。